# Flughafen Goiânia

i7
i11
i13
Der internationale Flughafen Goiânia Santa Genoveva (portugiesisch Aeroporto de Goiânia - Santa Genoveva, IATA-Code: GYN, ICAO-Code: SBGO) bedient die brasilianische Stadt Goiânia, welche acht Kilometer entfernt liegt.

## Geschichte
Der Flughafen wurde am 5. September 1955 eingeweiht. Seit dem 7. Januar 1974 erfolgt der Betrieb durch die Firma Infraero, welche den Passagierterminal in den Jahren 1981, 1994 und 2000 verbessert hatte. Im Mai 2016 wurde ein neuer Terminal eingeweiht. Der Flughafen verfügt über eine asphaltierte Piste (14/32, 2286 m/7500 ft).

## Fluggesellschaften und Ziele
Die größten Fluggesellschaften auf diesem Flughafen sind Azul (wichtigste Flugziele: Belo Horizonte, Recife, Rio de Janeiro), Gol (Brasília, Rio de Janeiro, São Paulo) und LATAM (Brasilia, São Paulo).

## Verkehrszahlen
| Jahr | Fluggastaufkommen | Fluggastaufkommen | Luftfracht (Tonnen) (mit Luftpost) | Luftfracht (Tonnen) (mit Luftpost) | Flugbewegungen | Flugbewegungen |
| ---- | ----------------- | ----------------- | ---------------------------------- | ---------------------------------- | -------------- | -------------- |
| 2020 | 1.474.160         | −55,37 %          | 6.426                              | −54,49 %                           | 36.114         | −35,35 %       |
| 2019 | 3.302.785         | 0+2,42 %          | 14.121                             | 0–4,82 %                           | 55.861         | −16,44 %       |
| 2018 | 3.224.837         | 0+4,42 %          | 14.836                             | +21,28 %                           | 66.855         | +11,65 %       |
| 2017 | 3.088.274         | 0+2,37 %          | 12.233                             | 0+8,28 %                           | 59.879         | 0+1,25 %       |
| 2016 | 3.016.798         | 0–8,92 %          | 11.298                             | 0–8,49 %                           | 59.142         | 0–9,04 %       |
| 2015 | 3.312.290         | 0–1,51 %          | 12.346                             | 0–1,55 %                           | 65.019         | 0–1,00 %       |
| 2014 | 3.363.192         | +12,08 %          | 12.541                             | 0+1,27 %                           | 65.678         | 0+6,19 %       |
| 2013 | 3.000.592         | 0–2,48 %          | 12.384                             | 0–9,45 %                           | 61.847         | −12,93 %       |
| 2012 | 3.076.858         | 0+9,81 %          | 13.677                             | +34,80 %                           | 71.030         | 0+1,29 %       |
| 2011 | 2.802.002         | +19,30 %          | 10.146                             | +75,57 %                           | 70.128         | 0+8,43 %       |
| 2010 | 2.348.648         | +32,51 %          | 5.779                              | 0+2,37 %                           | 64.678         | +23,00 %       |
| 2009 | 1.772.424         | +14,06 %          | 5.645                              | −11,38 %                           | 52.584         | +12,93 %       |
| 2008 | 1.554.000         | 0+0,49 %          | 6.370                              | 0–3,56 %                           | 46.564         | 0+7,95 %       |
| 2007 | 1.546.476         | +12,36 %          | 6.605                              | 0–4,36 %                           | 43.136         | 0+1,23 %       |
| 2006 | 1.376.383         | 1.376.383         | 6.906                              | 6.906                              | 42.610         | 42.610         |

1. ↑  Ab 2010 wird auch Transitfracht berücksichtigt.

## Zwischenfälle
- Am 12. August 1952 brach in einer Douglas DC-3/C-47A-90-DL der Transportes Aéreos Nacionales (Brasilien) (Luftfahrzeugkennzeichen PP-ANH) nach dem Start vom Flughafen Goiânia ein Feuer aus. Laut Augenzeugen „explodierte“ das Flugzeug dann in der Luft und schlug etwa 74 Kilometer westsüdwestlich vom Startflughafen auf. Die Unfallursache konnte nicht ermittelt werden, auch weil viele Wrackteile von der örtlichen Bevölkerung geplündert wurden. Alle 24 Insassen, vier Besatzungsmitglieder und 24 Passagiere, kamen ums Leben.[5]

- Auf einem Flug von Belo Horizonte am 29. September 1988 stürmte ein männlicher Passagier das Cockpit einer Boeing 737-317 (PP-SNT) und tötete den Kopiloten. Mehrere Stunden nach der Landung in Goiânia wurde der Attentäter überwältigt.[6]